# Álvaro Obregón, Tepalcatepec
Álvaro Obregón är en ort i Mexiko.   Den ligger i kommunen Tepalcatepec och delstaten Michoacán de Ocampo, i den södra delen av landet, 400 km väster om huvudstaden Mexico City. Álvaro Obregón ligger 486 meter över havet och antalet invånare är 164.
Terrängen runt Álvaro Obregón är varierad. Álvaro Obregón ligger nere i en dal.Runt Álvaro Obregón är det glesbefolkat, med 11 invånare per kvadratkilometer. Närmaste större samhälle är Taixtan, 5,5 km öster om Álvaro Obregón. I omgivningarna runt Álvaro Obregón växer huvudsakligen savannskog.